# Edinburgh East (circonscription du Parlement britannique)
Circonscription parlementaire de la Chambre des communes
Edinburgh East est une circonscription électorale britannique située en Écosse.